# 반월동 (안산시)
반월동(半月洞)은 경기도 안산시 상록구에 위치한 행정동이다.

## 개요
반월동은 수원시, 군포시, 의왕시, 화성시 등과 연접해 있으며, 산업도로, 전철, 서해안고속도, 고속철이 소재지를 관통하는 사통팔달의 안산시 관문지역이다. 도농 복합지역으로 시 전체면적의 9.1%를 차지하고 있으며, 동 전체 면적의 94.2%가 개발제한구역으로 개발과 제약이 병존하는 지역으로 형성되어 있다.  반월동 동 이름의 유래로는 반월동에는 수리산이 있는데, 반월동 가운데 위치하고 있는 수리산 줄기의 속칭을 반월산이라고 하여 동 이름을 반월동으로 정하였다.

## 역사
- 1906년 9월 24일 - 광주군 월곡면·북방면·성곶면이 안산군으로 편입
- 1914년 4월 1일 - 군 통폐합으로 월곡면·북방면·성곶면이 반월면으로 개칭하여 수원군으로 편입
- 1949년 8월 15일 - 수원읍이 수원시로 승격되고, 수원군이 화성군으로 개칭
- 1986년 1월 1일 - 반월면 중 일리(一里)·이리(二里)·사리(四里)·본오리(本五里)·팔곡2리가 신설된 안산시로 편입.[3] 이들은 안산시의 옛 반월동을 형성하였다가 1991년 11월 18일에 폐지되었다.[4]
- 1994년 12월 26일 - 대통령령 제14434호에 의거 행정구역 변경으로 반월면 건건리·사사리·팔곡1리가 안산시로 편입, 안산시 조례 제572호에 의거 반월동으로 개편.[1] 반월면 폐지.

## 법정동
- 팔곡일동(八谷一洞)
- 건건동(乾乾洞)
- 사사동(沙士洞)

## 교육
- 반월초등학교
- 안산창촌초등학교
- 반월중학교
- 경기모바일과학고등학교

## 문화재
- 한응인 묘역 - 사사동 소재, 경기도 기념물 제157호

## 아파트
| 단지명        | 건설사         | 시행사         | 주소                           | 입주        | 비고     |
| ------------- | -------------- | -------------- | ------------------------------ | ----------- | -------- |
| 팔곡마을 주공 | 신원종합개발   | 대한주택공사   |                                | 2005년 12월 | 국민임대 |
| 건건서해      | 서해종합건설㈜ | 서해종합건설㈜ | 상록구 건건5길 10 (건건동)     | 1998년 9월  |          |
| 사사동 현대   | 신라산업개발㈜ | ㈜성웅         | 상록구 양지마을1길 81 (사사동) | 2002년 4월  |          |

## 교통
- 반월역
- 서해안고속도로